# 烏克蘭腐敗問題
乌克兰腐败問題是乌克兰的一个社會问题，此問題通常与俄罗斯的麻烦关系有关，自從1991年烏克蘭從蘇聯取得獨立，乌克兰的部分政客、犯罪头目和寡头會利用警察和政党的腐败来以获取某種权力。2014年，烏克蘭人民对腐败的强烈抗议成爲了廣場革命爆發的的原因。